# Groupe GIB
Pour les articles homonymes, voir GIB.
Le Groupe GIB (Grand Bazar, Innovation, Bon Marché) précédemment appelé GB-Inno-BM s.a. était le principal conglomérat belge du secteur de la grande distribution, comportant également quelques filiales à l'étranger. 
En 2002, GIB est passé sous le contrôle des holdings financiers Ackermans & van Haaren (AvH) et Compagnie nationale à portefeuille (CNP) d'Albert Frère, chacun acquérant 50 % des actions de la société.

## Histoire

### Construction, acquisitions
Le Groupe GIB s'est construit par la fusion des « Grands magasins Au Bon Marché », la société que fonda François Vaxelaire en 1861 avec dans un premier temps en 1969 l'Innovation puis en 1974 avec GB Entreprises, société issue de la fusion de diverses filiales nées du Grand-Bazar (nl) d'Anvers d'Adolphe Kileman.
Cette fusion dégagea d'importantes économies d'échelle, notamment parce que des grands magasins (department stores) issus de plusieurs membres de l'association se faisaient anciennement concurrence dans les mêmes quartiers. Le management ainsi rendu disponible fut invité à concevoir une stratégie de diversification pour le groupe qui se révéla largement payante et permit de conserver le personnel. Le groupe possédera plusieurs enseignes actives dans divers secteurs : 
- Les supermarchés GB et leurs déclinaisons (Maxi GB, Super GB) et leurs franchises Unic (nl) devenus GB Partners ;
- Les quincailleries Brico ;
- Les restaurants rapides Quick ;
- Les garages Auto 5 ;
- Les parfumeries Santal ;
- Les jardineries Garden Centers ;
- Les magasins de jouets Christiaensen (nl), acquis en 1982 alors que la chaîne avait fait aveu de faillite ;
- Les restaurants adossés aux supermarchés Resto GB et Lunch Garden ;
- Les supermarchés textile / non alimentaires Sarma et leur franchise Nopri, repris à J. C. Penney en 1987 ;
- Les opticiens Pearle (nl) ;
- Le réseau d'agences de voyage Transcontinental ;
- Les magasins de sport Sportland devenus Disport ;
- Les librairies Club;
- Les restaurants rapides biologiques Exki, nés d'une démarche d'intrapreneuriat ;
- Gecotec, entreprise de service informatique rachetée un an après sa création en 1981 et dont les compétences seront utilisées dans l'ensemble du groupe.
- GIB Immo, filiale constituée en 1997 pour reprendre le patrimoine des autres enseignes (mais aussi d'autres investissements immobiliers utilisés par Ikea, H&M…).

Le groupe a également contribué au développement de Fnac, Ikea et de Pizza Hut en Belgique.
Le groupe a existé entre 1973 et 2002. Issu de la fusion d'entreprises familiales, il ouvrit son capital afin de soutenir son développement. Son dernier actionnaire de référence était la Compagnie belge de participations, filiale de Paribas.
À son apogée, il employait (franchisés compris) 54 000 personnes. En 1998, le chiffre d'affaires s'élevait à 264 milliards de francs belges.

### Démantèlement
GIB combinait une bonne connaissance du marché belge de la distribution et une capacité à transposer des concepts étrangers (do it yourself, marque de distributeur, restauration rapide…) au contexte belge, le tout dans le cadre d'une gestion financière inventive lui permettant d'obtenir les moyens de ses ambitions. Ce bel équilibre fut peu à peu effacé par des signaux inquiétants au niveau de GB qui devinrent critiques dans les années 1990 : les marges du secteur hyper concurrentiel de la distribution sont très compressées alors que l'arrivée en Europe de gros groupes américains comme Wal-Mart imposaient de croître pour survivre. 
En 1993, une importante restructuration est annoncée, qui prévoit le départ d'un quart des effectifs. Les relations entre GIB et son personnel en sortent irrémédiablement dégradées.
Faute d'obtenir l'attention qui leur était due, les « petits marchés » de GIB sous-performent à leur tour. Le groupe décide dans un premier temps de se séparer de ses participations minoritaires dans les filiales belges de chaines multinationales. 
Incapable de résoudre seul le « problème GB », le groupe prit l'option du partenariat avec Promodès. Deux axes de développement sont mis en œuvre : le développement des hypermarchés Bigg's-Continent et des très petites surfaces GB Express, alors qu'un repositionnement de marque transformera les franchises Unic et Nopri en GB partners, mais les marges restaient insuffisantes. Aussi, GIB se résigna à intégrer GB au géant français Carrefour, qui avait absorbé Promodès en devenant le second distributeur au monde. 
Libéré de cette préoccupation, le groupe put remettre l'accent sur l'innovation - d'où naquit Exki - mais l'actionnariat ne suivit pas cette stratégie trop peu rémunératrice et le démantèlement fut inéluctable. 
Les principales dates en sont...
- En 1989, GIB cède ses 50 % d'IKEA Belgique à la maison mère suédoise
- En 1992, GIB se retire de Pizza Hut Belgique[2] qu'il vend à l'ex-brasseur Whitbread, titulaire du réseau britannique de la chaîne. Ce dernier revendra l'ensemble à la maison mère américaine Yum en 2006[3];
- En 1995, le groupe prépare la vente de Christiaensen en découplant sa centrale d'achat, vendue au grossiste Mosa Toys[4] ;
- Entre 1995 et 1997, GIB se sépare de ses filiales spécialisées dans le bricolage aux États-Unis et en Grande-Bretagne ;
- En 1996, Fnac France récupère les 60 % de Fnac Belgique détenues par le conglomérat ;
- Une première vente de 27,5 % des parts de GB à Promodès est réalisée en 1998 ;
- En 1997, Pearle vision rejoint sa maison-mère hollandaise (Pearle Trust) ;
- La même année, Sarma est vendu au groupe néerlandais Maxeda, propriétaire de l'enseigne HEMA[5];
- En 1998, Christiansen passe sous le contrôle de Marc Collet, l'un de ses franchisés (qui revend la chaine à Blokker en 2004).
- En 1999, Norauto prend une participation de 22,5 % dans Auto5 ;
- La même année, 50 % de Disport sont cédés à l'anglais Sports Soccer ;
- Le 25 juillet 2000, les supermarchés et hypermarchés GB sont entièrement cédés au groupe Carrefour ;
- Exki, dans laquelle GIB avait 80 % de participation, est rapidement invité à se trouver d'autres financiers. Prémonitoire, ce seront déjà Ackermans & van Haaren et de la CNP. En 2003, Le management rachète l'ensemble des parts avant de s'associer à Landinvest;
- Les magasins Inno sont acquis par le groupe allemand Kaufhof en avril 2001 ;
- En septembre 2001, GIB Immo est acquis par Redevco[6],
- Lunch Garden est repris par Carestel qui le cède rapidement à KBC private equity en support de deux investisseurs : Grégoire de Spoelberch et Thibaut van Hövell, rejoints en juin 2009 par le fonds d’investissement hollandais H2 qui recapitalise le groupe et prend 49 % du capital[7]
- Le 30 janvier 2002, le transfert de Auto5 à Norauto est finalisé[8]
- Début 2002, Club est cédé au libraire en ligne Proxis qui ne parvient pas à financer l'opération. Celle-ci sera menée par les financiers de Proxis. Club absorbera Proxis en 2005 avant d'être revendu à Distripar, filiale « distribution » de la CNP d'Albert Frère[9];
- la même année, le groupe Vendex KBB (Hunkemöller, Gregg Interim récupère le dernier fleuron totalement détenu par le groupe : les magasins Brico.

En 2002, GIB considéra avoir terminé sa vente par appartement et se déclara en liquidation. Le portefeuille comportait alors encore essentiellement une participation majoritaire dans Quick, difficile à vendre en raison de marges totalement grignotées par l'extension du réseau et d'une concurrence féroce dans le marché de la restauration rapide. Il fut alors question de distribuer ces actions Quick aux actionnaires de GIB dans le cadre du processus de liquidation. C'est alors que la holding Ackermans & Van Haaren lance en septembre 2002 une OPA sur GIB. L'objectif est de récupérer les liquidités amassées à la suite des démantèlements du groupe. La CNP d'Albert Frère lance alors une contre-offre. Les deux groupes financiers finirent par s'entendre et se partager la quasi-intégralité des actions ainsi acquises.
- En 2004, Gecotec qui était également resté dans le holding, fut reprise par l'entreprise de service ICT néerlandaise Centric[12]

- En 2006, GIB achète Trasys, société active sur le marché de services informatiques, vendue par Suez-Tractebel[13].

- En 2006, la chaîne de restauration rapide Quick - dont l'essentiel des implantations se trouve en France - sera acquis par CDC Investissements (filiale de la banque publique des collectivités françaises Caisse des dépôts et consignations). Cette opération fait l'objet d'une instruction de la juge Baeckeland à la suite de la plainte d'un actionnaire[14].

## Identité visuelle

### Logo

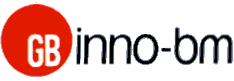
Logo du groupe GB-Inno-BM s.a. de 1974 à 1987